# Janggyeong
Yun Myung-hye, även känd under sitt postuma namn drottning Janggyeong, född 1491, död 1515, var en Koreas drottning 1507 – 1515, gift med kung Jungjong. 
Yun Myung-hye var en medlem av Papyeong-klanen, som var ingift i kungafamiljen. Hon placerades i palatset som kungens konkubiner med rangen andra juniorkonkubin. När kungen försköt sin första drottning kort efter sitt trontillträde 1506 befordrade han Yun Myung-hye till drottning. Hon fick en dotter 1511 och födde tronföljaren 1515. 